# Rataje Karskie
Rataje Karskie – wieś w Polsce położona w województwie świętokrzyskim, w powiecie buskim, w gminie Pacanów.
W latach 1975–1998 miejscowość położona była w województwie kieleckim.

## Części miejscowości
| SIMC    | Nazwa            | Rodzaj    |
| ------- | ---------------- | --------- |
| 0258827 | Błonie           | część wsi |
| 0258833 | Kępa Szczucińska | część wsi |
| 0258840 | Komora           | część wsi |
| 0258856 | Lisia Górka      | część wsi |
| 0258862 | Podlesie         | część wsi |
| 0258879 | Podszkole        | część wsi |
| 0258885 | Rataje           | część wsi |

## Historia
Wieś znana z zapisów Jana Długosza z XV wieku. W połowie własność Pacanowskich, w drugiej części klasztoru imbramowickiego Norbertanek (Długosz L.B. t.III str.: 103,109)
W wieku XIX wchodziła w skład dóbr Karsy Wielkie (Pacanów), był tu wówczas skład celny. W drugiej połowie XIX wieku było tu 262 mieszkańców zamieszkałych w 32 osadach włościańskich.
W czasie okupacji niemieckiej mieszkająca we wsi rodzina Szafrańców udzieliła pomocy Janinie, Karolowi Foss, Hermanowi Kleinplatzowi, Wolfowi Wolfowiczowi, Hermanowi Frejmanowi, Natanowi Leonowi Frejman, Barbarze Wolfowicz z d. Fałek, Mosesowi Wolfowicz. W 1984 roku Instytut Jad Waszem podjął decyzję o przyznaniu Elżbiecie i Leonowi Szafraniec tytułu Sprawiedliwych wśród Narodów Świata. W 1987 tytuł otrzymał syn Władysław Szafraniec.